# Simson (persoon)

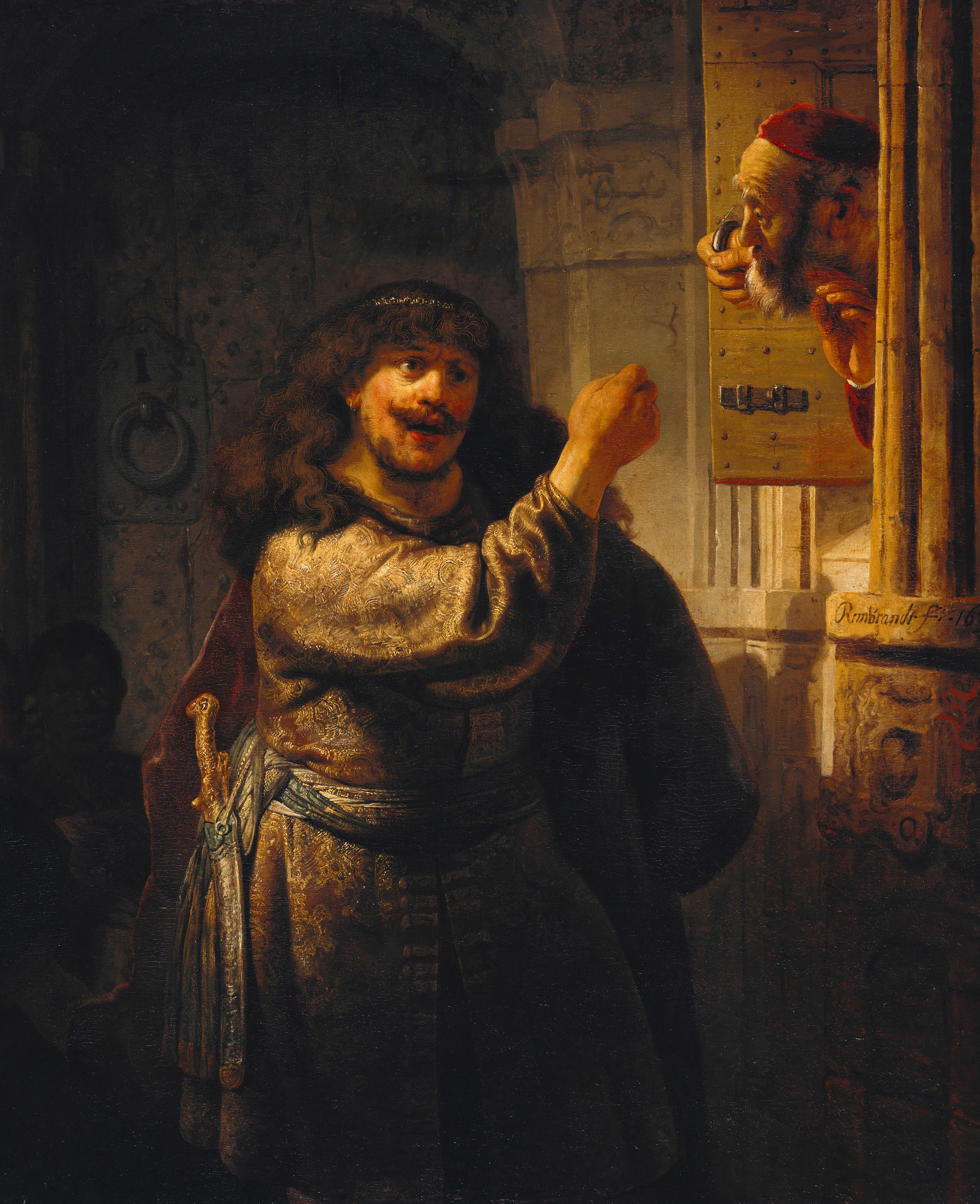
Rembrandt. Simson bedreigt zijn schoonvader. 1635. Berlijn, Staatliche Museen zu Berlin, Gemäldegalerie

Simson of Samson (Hebreeuws: שמשון, Sjimsjon, "zonnig" of "kleine zon") was volgens Rechters 13-16 in de Hebreeuwse Bijbel een rechter van de Israëlieten. In tegenstelling tot de andere rechters gaf hij niet zozeer leiding aan de Israëlieten, maar voerde wel met de hulp van JHWH strijd tegen de Filistijnen. Hij behoorde tot de stam Dan. Zijn vader heette Manoach.

## Het verhaal

### Rechters 13: De geboorte van Simson
De ouders van Simson hadden geen kinderen toen de engel van de Heer verkondigde dat ze een zoon zouden krijgen. Deze engel zei ook dat hun toekomstige zoon een nazireeër zou zijn en een begin zou maken met de verlossing van Israël. Omdat Simson vanaf de conceptie een nazireeër was, mocht hij zijn hoofdhaar niet afscheren en geen wijn of sterke drank drinken.

### Rechters 14: Het huwelijk van Simson
Simson werd verliefd op een Filistijns meisje in Timna. Onderweg naar zijn geliefde werd hij door een leeuw aangevallen, maar 'de geest van de HEER voer in hem' en hij verscheurde de leeuw. Toen hij later weer in Timna was geweest, ontdekte hij dat er een bijennest met honing in het kadaver was. Hij haalde de honing uit de dode leeuw en at die op. Hij vertelde aan niemand dat hij een leeuw had gedood en waar hij de honing had gevonden.
Ondanks de protesten van zijn ouders (die liever zagen dat hij met een Israëlitisch meisje trouwde) trouwde hij met het meisje uit Timna. Op de bruiloft gaf hij zijn vrienden een raadsel op dat verwees naar de leeuw. Als de vrienden de oplossing konden geven, zou hij ze elk een stel kleren geven. Het raadsel was: "Eten kwam uit de eter, en zoetigheid kwam uit de sterke". De vrienden konden het raadsel niet oplossen en ontfutselden daarom de oplossing via Simsons vrouw. Simson ging daarop naar Asjkelon, sloeg dertig Filistijnen dood en gaf de kleren aan de vrienden die de oplossing van het raadsel hadden gegeven. Hij was over de afloop zo boos, dat hij zijn bruid in de steek liet.

### Rechters 15: Simsons overwinning op de Filistijnen
Niet lang daarna probeerde Simson toch weer met zijn vrouw in contact te komen, maar het bleek dat ze inmiddels met een ander was getrouwd. Uit woede daarover stak Simson het koren van de Filistijnen in brand. De Filistijnen namen daarop wraak door de vrouw van Simson te doden. Simson sloeg terug en doodde een aantal Filistijnen. De Filistijnen vielen daarop Israël aan en eisten de uitlevering van Simson. De Israëlieten leverden Simson uit, maar Simson rukte zich los en sloeg duizend Filistijnen dood met een ezelskaak.

### Rechters 16: Simson in Gaza

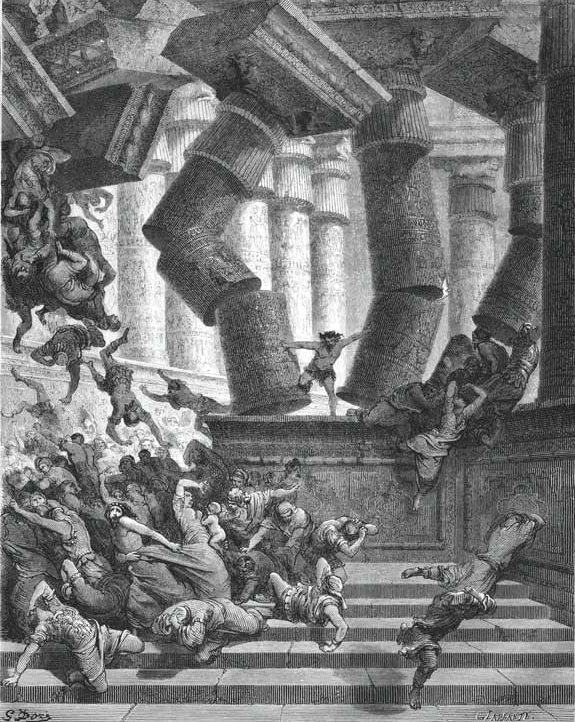
Simson verwoest de tempel van Dagon. Zijn laatste heldendaad.

Op een dag kwam Simson in de Filistijnse stad Gaza, waar hij een prostituee bezocht. De inwoners van de stad besloten de poort te bewaken zodat Simson niet meer kon ontsnappen. Simson echter rukte de poort uit zijn hengsels en sleepte de deuren een bergtop op.
Later kwam Simson in het Sorekdal waar hij de Filistijnse Delila ontmoette. Delila vroeg Simson waarin zijn geweldige kracht schuilde en hoe hij overmeesterd kon worden. Hoewel Delila hem driemaal verraadde, vertelde Simson haar uiteindelijk dat hij zijn kracht zou verliezen als zijn haar zou worden afgeschoren. Terwijl hij sliep, riep Delila een man en liet hem de zeven haarlokken van Simsons hoofd afscheren, waarna Simson door de Filistijnen werd overmeesterd. Zijn ogen werden uitgestoken en hij werd naar Gaza gebracht om een molen te draaien. Met het afscheren van zijn hoofdhaar werd opnieuw een bepaling van het nazireeërschap verbroken.
De Filistijnen organiseerden vervolgens een offerfeest in de tempel van Dagon ter ere van de vangst van Simson. Hij werd geroepen om de massa te vermaken. Meer dan drieduizend man hadden zich inmiddels op het dak verzameld om het spektakel bij te wonen. Eenmaal in de tempel verzocht Simson de bediende die hem binnenbracht of hij tegen een pilaar kon leunen. Simson vroeg vervolgens aan God of hij nog één keer zijn kracht kon terugkrijgen (zijn haar was inmiddels weer aangegroeid) zodat hij twee centrale tempelpilaren omver kon werpen. Zijn verzoek werd ingewilligd, de hele tempel stortte vervolgens in en hij stierf samen met alle aanwezigen. Hierdoor stierven meer Filistijnen dan hij in totaal tijdens zijn leven had gedood.

## Plaats in Rechters
In Rechters is sprake van een cyclus van ontrouw, straf, bekering en redding. Het verhaal over Simson begint met de voor Rechters gebruikelijke typering "Weer deden de Israëlieten wat slecht is in de ogen van de HEER" (Rechters 13:1). In dit verhaal ontbreekt echter de roep van de Israëlieten tot JHWH om hulp. De kinderloosheid van Manoach en zijn vrouw staan in schril contrast met het talrijke nageslacht van rechter Abdon, de rechter die in de verhalen voor die over Simson beschreven staat.

## Interpretatie

### Rabbijnse literatuur
Rabbijnse literatuur identificeerde Simson met Bedan, een rechter die door Samuel in zijn afscheidsrede werd genoemd (1 Samuel 12:11) onder de rechters die de Israëlieten van hun vijanden bevrijdden. De naam Simson is afgeleid van het Hebreeuwse šemeš, "zon", zodat Simson de naam van God droeg, die in Psalm 84:12 "een zon en een schild" wordt genoemd; net als God Israël beschermde, zo bewaakte Simson zijn generatie en richtte hij het volk zoals God dat ook deed. Simson ontleende zijn kracht aan God.

### Christendom
Hebreeën 11:32-34 schrijft positief over Simson en de drie rechters Gideon, Barak en Jefta. Ambrosius volgde de wijze waarop Josephus en Pseudo-Philo Delila portretteerden als een Filistijnse prostituée en verklaarde: "mannen zouden moeten vermijden buiten het geloof te trouwen, omdat het in plaats van liefde van hun echtgenote tot verraad leidt". Caesarius van Arles interpreteerde Simsons dood als een voorafschaduwing van de kruisiging van Jezus: "Merk hier het beeld van het kruis op. Samson strekt zijn handen uit naar de twee kolommen als de twee armen van het kruis." Hij stelde Delila gelijk aan Satan, die Christus op de proef stelde.
In het verlengde hiervan hebben meer recente christelijke commentators Simson beschouwd als een type van Jezus Christus, gebaseerd op overeenkomsten tussen de verhalen over Simson en die over Jezus' leven in het Nieuwe Testament. Zo werd de geboorte van Simson en Jezus door engelen aangekondigd, waarbij deze voorspelden dat zij hun volk zouden redden; Simson werd gebaard door een onvruchtbare vrouw, Jezus door een maagd. Simson versloeg een leeuw, Jezus versloeg Satan die als een "brullende leeuw" wordt beschreven in 1 Petrus 5:8. Simson werd verraden door Delila, Jezus door Judas Iskariot; zowel Delila als Judas werden voor hun verraad betaald in zilverstukken. Brewer zag een overeenkomst in Simson die "blind werd gemaakt, beledigd [en] slaaf gemaakt" voor zijn dood en dat Jezus werd "geblinddoekt, beledigd en behandeld als een slaaf" voorafgaande aan zijn kruisiging; hij zag ook een overeenkomst tussen Simsons dood tussen de "goddelozen" en Jezus die tussen twee dieven werd gekruisigd.

#### Simson de falende rechter
Het boek Rechters laat een neerwaartse spiraal zien, die uitmondt in de falende Simson. Simson wil met een Filistijnse vrouw trouwen en doorbreekt met het bevel aan zijn ouders een traditie. Het was gebruikelijker wanneer ouders en familiehoofden het initiatief namen. Er spreekt respectloosheid uit Simsons houding tegenover zijn ouders, maar ook totale onverschilligheid voor de geestelijke implicaties van zijn keuze als nazireeër en verlosser van Israël. Simson geeft wel een motivatie voor zijn huwelijkspartner. Hij zegt: ‘ze is goed in mijn ogen’. In deze woorden klinken de woorden ‘ieder deed wat goed was in eigen ogen door’ (Rechters 17:6). Dat niet alleen Israël zich hierdoor laat leiden, maar zelfs een rechter, illustreert de trieste staat waarin het volk verkeert en de neerwaartse lijn die deze tijd kenmerkt. Later blijkt uit het verhaal dat Simson zich ook niet aan de voorschriften voor de nazireeërs hield, wanneer hij een dood dier aanraakt en waarschijnlijk ook wijn drinkt op zijn bruiloft.

## Theorieën over de ontstaansgeschiedenis
In de geschiedenis van Simson en Delila komt een motief voor dat ook uit het Gilgamesj-epos bekend is, waar Enkidu door een tempelprostitué werd verleid en daarmee vanuit zijn natuurlijke staat tot de wereld van de cultuur werd gebracht. Echter, het motief dat deze verleiding tot de ondergang moest leiden was nieuw.
De geboorte na een aankondiging van (de engel van) God bij een onvruchtbare vrouw (opvallend is echter dat geen van beide ouders wordt beschreven als een vrome Israëliet) lijkt door een vrome schrijver te zijn geïntroduceerd als vervanging van een eerder motief waarin Simson werd voorgesteld als een halfgod die, net als Hercules, werd verwekt door een heidense god. Dit motief kan vorm gekregen hebben onder invloed van de Filistijnen zelf. Dit was een oorspronkelijk niet-Semitisch volk dat na de migratieperiode van de Zeevolkeren in vijf steden aan de zuidelijke kust van het Beloofde Land woonde. Behalve de keramiek geven ook andere vondsten, zoals de in Asjdod gevonden beeldjes van een godin, aanleiding om als oorsprongsgebied van de Filistijnen Griekenland en het Egeïsche gebied te zien. Daar werd de Herculesverering weliswaar pas in de 9e eeuw v.Chr. populair, maar algemeen wordt aangenomen dat deze held een algemeen pastoraal Indo-Europees mythologisch motief vertegenwoordigde. Volgens een andere zienswijze kan ook de Perzische tijd een rol hebben gespeeld, met name voor de motieven die uit het oude Mesopotamië werden ontleend. Het opvallende individualisme en de eigenzinnigheid van Simson als "boerenhercules" die net als Hercules door een vrouw te gronde gaat, alsmede een eventuele verwekking vanuit de wereld der goden en de solaire aspecten (zoals zijn in zeven strengen samengebonden lange haren, in combinatie met de grote lichaamskracht) wijzen echter in de richting van de hellenistische tijd.
Er zijn overeenkomsten tussen de engel die de geboorte van Simson aankondigt en de engel die Gideon zijn opdracht geeft. In beide gevallen wordt de engel een maal aangeboden, maar in plaats daarvan stelt de engel voor het maal als offer te verbranden, waarbij de engel in de rook opstijgt.